# Margarete Peutinger

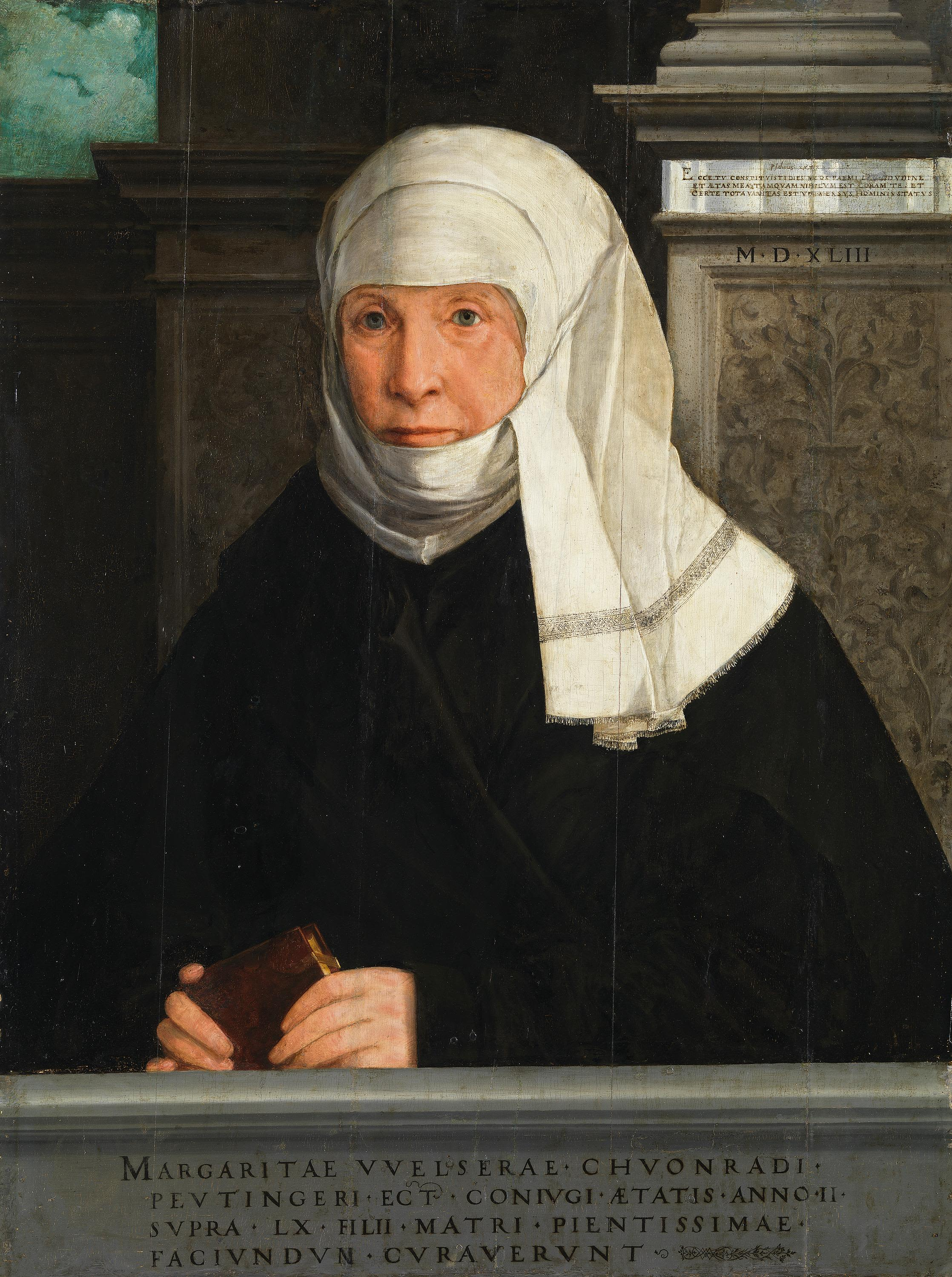
Margaritae Vvelserae Chvonradii Pevtingeri: Porträt durch Christoph Amberger 1543

Margarete Peutinger (geboren am 14. März 1481 in Memmingen als Margarete Welser, gestorben 1552 in Augsburg) war Humanistin, Abkömmling des Handelshauses der Welser und Ehefrau von Konrad Peutinger, die auch ein Buch zur altrömischen Numismatik herausgab.

## Leben
Margarete war die Tochter von Anton I. Welser und dessen Frau Catharina, geborener Vöhlin, sowie die ältere Schwester von Bartholomäus V. Welser. Am 27. Dezember 1499 heiratete sie Konrad Peutinger; ihre über 48 Jahre währende Ehe, in die Margarete ein beträchtliches Vermögen als Mitgift einbrachte, wurde von Zeitgenossen als exemplarisch idealisiert.

### Gelehrte Werke
Margarete war eine hochgebildete Frau und wie ihr Mann humanistisch gesinnt; eine Eigenschaft, die dieser in Briefen an Zeitgenossen pries, da er so eine Anhängerin und Parteigängerin gewonnen habe. Er hoffte, auf diese Weise zu einer humanistischen Frauenkultur ähnlich der in Italien beizutragen. Entsprechend förderte er sie nach Kräften und gab ihr einen eigenen Schreibtisch in der Studierstube. In einem Brief an Erasmus von Rotterdam berichtete er von ihrem textkritischen, mehrsprachigen Studium von dessen Bibelexegese.
Die Gelehrsamkeit Margaretes, ihre Freude am Studium und die Weitergabe der Wissenschaft an die Kinder der Familie wurde durch die deutsche humanistische Gesellschaft mehrfach gewürdigt, etwa durch Ulrich von Hutten, Michael Hummelberger und Sixtus Birck. Wenig freundlich porträtierte hingegen Hieronymus Emser 1505 in seiner Eyn deutsche Satyra ein Humanistenweib, welches mit dem Gemahl gemeinsam studiert, indem sie ihm nachts eine Kerze hinhält. Hierzu erwiderte Margarete selbst, dass in ihrem Haushalt die Kerzen aufgehängt oder hingestellt würden, und man gemeinsam lese und schreibe. So half sie Konrad bei der Abfassung der Inscriptiones romanae, während er sie bei einer Abhandlung zur Deutung altrömischer Kaisermünzen unterstützte. Konrad sandte ihr Manuskript 1512 stolz an Hummelberger, es ist fragmentarisch erhalten. Im 20. Jahrhundert bezeichnete Paul Joachimsen das Traktat als untergeschobene Fälschung zur Vorspiegelung falscher Gelehrsamkeit von Konrad Peutingers Gattin; für die befreundeten Zeitgenossen der Peutingers war jedoch der Anteil der Urheberschaft bei ihren Würdigungen der Leistung Margaretes eher unerheblich.
- Margaritae Velseriae, Conradi Peutingeri Conjugis: ad Christophorum fratrem epistola multa rerum antiquarum cognitone insignis. Quam primus typis exscribendam curavit H. A. Mertens. Augustae Vindelicorum 1778, 8°.

### Nachkommen
Das Paar hatte zehn Kinder:
- Juliana Peutinger (1500–1506)
- Constantia Peutinger (1503–1546)
- Claudius Pius Peutinger (28. Oktober 1509–1552)
- Christoph Peutinger (1511–11. April 1576)
- Chrisostomus Peutinger (1512–1577)
- Johann Chrisostomus Peutinger (geboren 1513; Todesdatum unbekannt)
- Carl Peutinger (1515–1564)
- Conrad Pius Peutinger (1520–1613)
- zwei weitere Kinder starben früh

Die Kinder wurden im humanistischen Sinne erzogen. Die älteste Tochter Juliana begrüßte 1504 Maximilian I. im Alter von vier Jahren in formvollendetem Latein – in Italien eine nicht unübliche Vorstellung lokaler Wunderkinder, jedoch ein Novum in Deutschland. Juliana starb aber bereits als Kind. Die jüngere Tochter Constantia (Konstanze) wurde von Ulrich von Hutten als die „schönste und tugendsamste aller Augsburger Jungfrauen“ gepriesen und durfte die Lorbeerkrone winden, mit der Hutten am 12. Juli 1517 zum Dichterfürsten gekrönt wurde. Sie heiratete 1525 den Ritter Melchior Soiter von Windach, Kanzler des Pfalzgrafen Friedrichs II. Der älteste Sohn Claudius Pius schlug eine juristische Laufbahn ein, sein jüngerer Bruder Christoph wurde Ratsvorsitzender und Bürgermeister von Augsburg.